# Jan Marienau
Jan Marienau (zm. 7 marca 1457 w Toruniu) – biskup chełmiński (OT). 

## Życiorys
Magister teologii dziekan katedralny. Wybrany przez kapitułę i zatwierdzony 16 września 1416, konsekrowany na biskupa w Chełmży 10 stycznia 1417 przez ordynariusza diecezji pomezańskiej Jan II Riemana. W tym samym roku w Kwidzynie, z polecenia arcybiskupa ryskiego Jana V Wallenrodte konsekrował nowego biskupa pomezańskiego Gerharda Stolpmanna. W 1427 na synodzie prowincjonalnym w Elblągu wygłosił przemowę: Nihil est salubirius Prussiae nisi eam reformare (o reformie kościoła w Prusach). Zwołał synod diecezjalny w Chełmży w 1438. W 1445 przeprowadził generalną wizytację parafii należących do diecezji chełmińskiej. W czasie zmagań Związku Pruskiego z zakonem krzyżackim stał po stronie wielkiego mistrza Ludwiga von Erlichshausena, była to główna przyczyna wygnania biskupa z zamku w Lubawie. Ostatnie lata życia spędził w Toruniu, gdzie został też pochowany w kościele św. Janów. 